# Помехувек (гміна)
Гміна Помехувек (пол. Gmina Pomiechówek) — сільська гміна у центральній Польщі. Належить до Новодворського повіту Мазовецького воєводства.
Станом на 31 грудня 2011 у гміні проживало 8941 особа.

## Площа
Згідно з даними за 2007 рік площа гміни становила 102.31 км², у тому числі:
- орні землі: 55.00%
- ліси: 32.00%

Таким чином, площа гміни становить 14.79% площі повіту.

## Населення
Станом на 31 грудня 2011:
| Опис     | Загалом | Загалом | Чоловіки | Чоловіки | Жінки | Жінки |
| -------- | ------- | ------- | -------- | -------- | ----- | ----- |
| одиниця  | осіб    | %       | осіб     | %        | осіб  | %     |
| все      | 8941    | 100     | 4369     | 48.86    | 4572  | 51.14 |
| міське   | 0       | 100     | 0        |          | 0     |       |
| сільське | 8941    | 100     | 4369     | 48.86    | 4572  | 51.14 |

## Сусідні гміни
Гміна Помехувек межує з такими гмінами: Велішев, Закрочим, Насельськ, Новий-Двур-Мазовецький, Сероцьк.